# In vino veritas

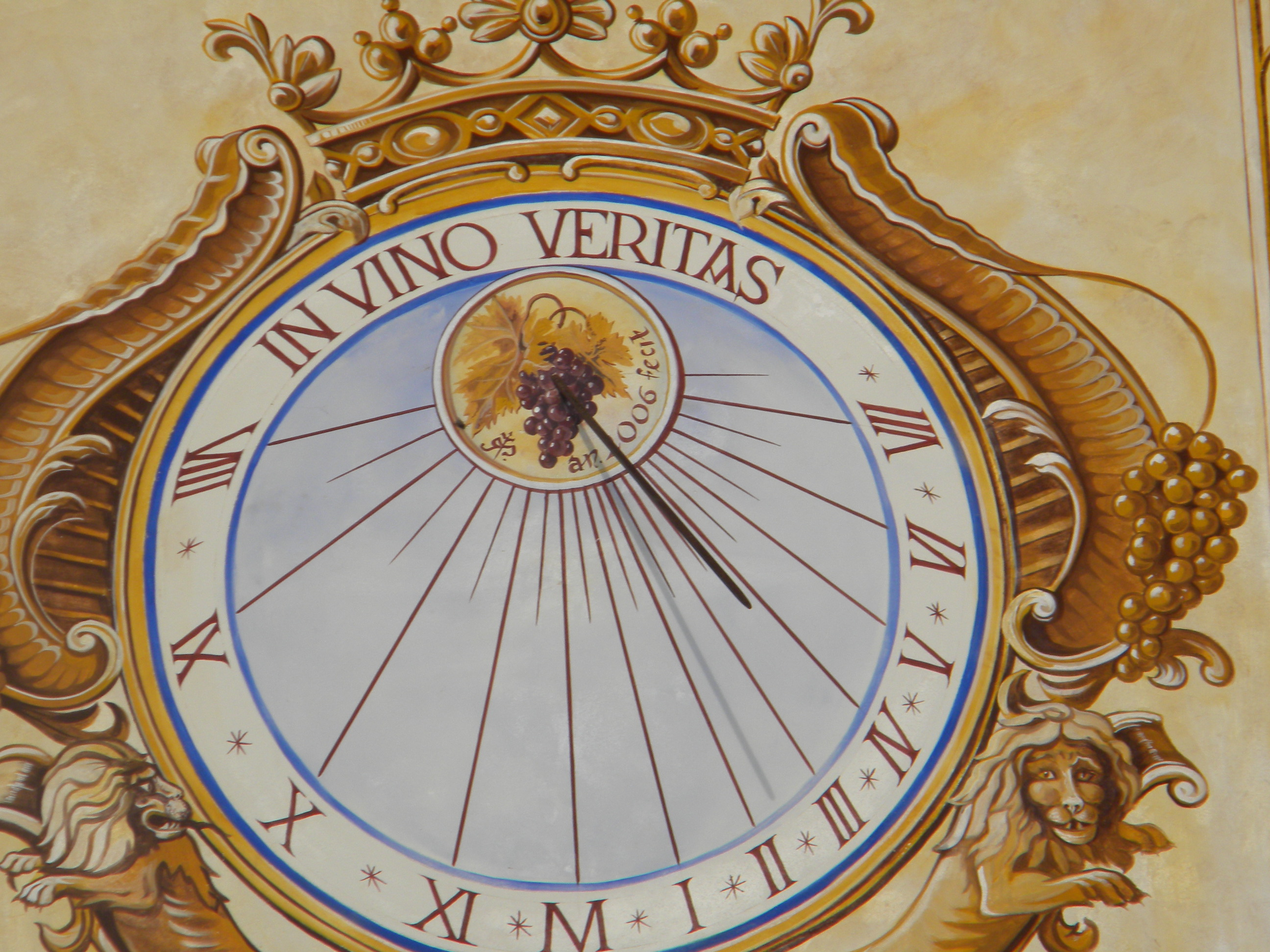
Sluneční hodiny v Chateau de Pommard, Francie

In vino veritas je latinské přísloví, které znamená „Ve víně je pravda“.
Spolu s řeckým „Ἐν οἴνῳ ἀλήθεια“ (En oinōi alētheia) bylo nalezeno v Erasmově spisu ' Adagia, I.vii.17. O této frázi se zmiňuje spis Plinia staršího Naturalis historia. Řecký překlad přísloví je v básni od Alkaia z Mytilené.

## Ruština
V ruštině: «Что у трезвого на уме, то у пьяного на языке» („To, co má střízlivý muž na mysli, má opilý na jazyce.“). 

## Perština
V perštině: مستی و راستی („S opilstvím přichází pravda.“).

## Čínština
V čínštině: 酒後吐真言 („Po víně vypluje pravdivá řeč.“).